# Taras Markowycz
Taras Josyfowycz Markowycz (ukr. Тарас Йосифович Маркович; ur. 9 marca 1995) – ukraiński zapaśnik startujący w stylu wolnym.
Piąty na mistrzostwach Europy w 2023. Piaty na igrzyskach europejskich w 2019 i dziewiąty w 2015. Trzeci na MŚ U-23 w 2018, a także ME U-23 w 2018. Trzeci na ME juniorów 2014 roku. 